# Manteriella crassum
Manteriella crassum är en plattmaskart. Manteriella crassum ingår i släktet Manteriella och familjen Opecoelidae. Inga underarter finns listade i Catalogue of Life.